# Ökologische Naturästhetik
Unter einer ökologische Naturästhetik versteht man eine Fortsetzung der klassischen Naturästhetik auf Grundlage eines neuen, leibbezogenen Naturverständnisses. Der Begriff wurde vor allem durch Gernot Böhme geprägt.

## Aspekte einer ökologischen Naturästhetik
Die ökologische Naturästhetik lehnt das neuzeitliche Bild der Natur als Objekt der wissenschaftlichen Erkenntnis oder des „interesselosen Wohlgefallens“ (Kant) in der ästhetischen Betrachtung ab. Sie setzt an diese Stelle einen Begriff von Natur als „anorganischen Leib“ (Marx) des Menschen, womit Natur nicht mehr das dem Menschen Gegenüberstehende ist, sondern der Mensch aufgrund seiner Leiblichkeit als Teil der Natur erscheint.
Hiervon ausgehend entwickelt die ökologische Naturästhetik ihre Kritik an der Umweltzerstörung und fordert eine Orientierung an humanen und ökologischen Maßstäben.

### Abgrenzung
Die klassische Naturästhetik entspringt bereits einem entfremdeten Verhältnis zur Natur, wie es für die bürgerliche Stadtkultur prägend ist. Natur ist nicht mehr Gegenstand der Arbeit, wie in bäuerlichen Verhältnissen, sondern das da draußen, hinter den Stadtmauern liegende. Der Naturbegriff der bürgerlichen Kultur wurde also vom Stadtmenschen geprägt. Diese Auffassung erhält sich noch bis in die ästhetische Theorie Adornos hinein, für den ebenfalls Natur das Andere der Gesellschaft ist. Adornos Hinwendung zur Natur entspringt einer Ablehnung der gesellschaftlichen Verhältnisse, sie findet an der Natur das Utopische, wenn nämlich Natur verspricht, dass es neben dem bestehenden (urbanen) Leben noch etwas Anderes gibt.
Die ökologische Naturästhetik ist zwar motiviert durch die Überwindung dieser entfremdeten Naturauffassung, gründet sich jedoch nicht auf ihr. Sie versucht stattdessen den Menschen von vornherein als Naturwesen zu sehen. So verdankt sie anders als bei Adorno ihre Aktualität nicht dem Leiden an der Gesellschaft, sondern dem Leiden an der Natur, wenn nämlich die Zerstörung der Natur durch Menschenhand nun wieder auf den Menschen zurückschlägt. Erst an den ökologischen Katastrophen rückt daher der Mensch wieder als leibliches Wesen in den Mittelpunkt.
Reduzierte zuvor alle klassische Ästhetik die Sinnlichkeit des Menschen auf dessen Erkenntnisvermögen, berücksichtigt die ökologische Naturästhetik auch die Zerstörbarkeit des Leibes durch äußere Einwirkungen. Der Kontakt des Menschen zu seiner Umwelt besteht damit nicht mehr nur darin, dass dieser über seine Sinne Daten der „Außenwelt“ aufnimmt, die ihm dann zum ästhetischen Urteil dienen und an denen er seinen „guten Geschmack“ beweisen kann. An die Stelle des „guten Geschmacks“ und die Beurteilung eines (künstlerischen) Objekts tritt eine Atmosphäre, in welcher die Umwelt des Menschen erscheint. Diese ästhetische Kategorie dieser Atmosphäre ist dann jedoch nicht mehr die Schönheit, sondern – nach der Zusammenführung von Mensch und Natur – das Wohlsein von Mensch und Natur.

### Ansätze
Englische Landschaftsgärtnerei
Als vorbildlich dient zur Ausarbeitung einer ökologischen Naturästhetik die Untersuchung der englischen Landschaftsgärtnerei. Sie zeigt wie eine Verbindung von Mensch und Natur möglich ist, in der nicht der Natur eine Form aufgezwungen wird, sondern ihr im Gewährenlassen Raum gegeben wird, ihre Selbsttätigkeit Teil des Gesamtkunstwerks ist. Damit fällt auch die scharfe Trennung zwischen menschengemachter Kunst versus von selbst daseiender Natur.
Weitere Anregungen
Weitere Impulse verdankt die ökologische Naturästhetik Adornos Begriffsbestimmung der Mimesis, als ein Verhalten, welches das Andere in seiner Eigenart anerkennt. Marcuses Begriff des Natursubjekts wendet sich gegen eine Auffassung der Natur als Objekt und betont die Eigenständigkeit und Selbsttätigkeit der Natur. Ernst Bloch bildete den Begriff der Allianztechnik als Gegenbegriff zu einem technischen Umgang mit Natur, bei dem die Technik wie eine „Besatzungsarmee im Feindesland“ stehe.

### Aufweitung
Gegenstand der ökologischen Naturästhetik muss jedoch nicht allein die Natur sein, so hat Peter Cornelius Mayer-Tasch ihre Aspekte auch auf Werke der Kunst angewendet, in welchen die ökologische Krise behandelt wird, oder das neuzeitliche Wachstums- und Profitparadigma in Frage gestellt wird.